# Juan Manuel Cajigal
Juan Manuel Cajigal is een gemeente in de Venezolaanse staat Anzoátegui. De gemeente telt 14.000 inwoners. De hoofdplaats is Onoto.